# Ritmester
Ritmester er en militær rang, der blev givet til en officer  i kavaleriet i hærene i Tyskland, Østrig-Ungarn og i Skandinavien. 
I Danmark blev rangen anvendt for kaptajner ved kavaleriet, men blev afskaffet i 1951. Dog eksisterer der stadigvæk en Ritmesterforening for alle officerer af Gardehusarregimentet af major og højere grad samt premierløjtnanter og kaptajner, der på grund af alder ikke længere kan være medlem af Løjtnants-foreningen.